# Pio Joris
Pio Joris  (ur. 8 czerwca 1843 w Rzymie, zm. 6 marca 1921 tamże) – włoski malarz.            
Urodził się w Rzymie w 1843 roku. W młodym wieku uczęszczał do Accademia di Belle Arti di Roma w Rzymie. Od 1861 roku zapisał się do Accademia di San Luca, gdzie kształcił się tylko rok. W 1866 roku odbył podróż do Capri, Sorrento i Neapolu, gdzie nawiązał kontakt z takimi artystami jak Domenico Morelli i Filippo Palizzi. W Rzymie przyjaźnił się z Mariano Fortuny, który zapoznał go z paryskim dystrybutorem sztuki Alphonse Goupilem. W latach 70. XIX wieku Joris podróżował po Europie zwiedzając i kształcąc się. Przebywał w Londynie, Paryżu, a także w  Hiszpanii. 
Jako artysta malarz szczyt popularności osiągnął w latach osiemdziesiątych i dziewięćdziesiątych XIX wieku. Jego obrazy historyczne i rodzajowe cieszyły się dużą popularnością. Były wystawiane we Włoszech i za granicą, zdobywając liczne nagrody. W 1900 roku Joris otrzymał Legię Honorową. 
Zmarł w Rzymie w 1922 roku.

## Wybrane dzieła[1]
- Świątynia Antonina i Faustyny
- Ucieczka papieża Eugeniusza IV (1883)
- Dziecko patrycjusza i sieroty
- Handlarz antyków  w XVIII
- Zmierzch w Kampanii rzymskiej
- Narzeczona z prowincji rzymskiej